# Encarnación Cabré Herreros
Encarnación Cabré Herreros (Madrid, 21 de març de 1911 - id., 18 de març de 2005) va ser una arqueòloga espanyola, la primera dona a Espanya que es va dedicar a aquesta disciplina. Va desenvolupar una prolífica activitat en diverses excavacions arqueològiques, documentant els seus resultats en un gran nombre de publicacions i exposant-los en els més prestigiosos congressos internacionals. Entre les seves aportacions més destacades es troben els estudis de la Col·lecció Cerralbo, els treballs realitzats a partir de les excavacions de la necròpoli del Altillo de Cerropozo (Atienza) i les recerques sobre art rupestre de la cova de los Casares (Riba de Saelices).

## Trajectòria professional
Encarnación Cabré Herreros va estudiar Filosofia i Lletres, secció Història en la Universitat Complutense de Madrid entre els anys 1928-1932. Va complementar aquesta formació acadèmica amb altres estudis a Europa, principalment a Alemanya. Va fer treballs de camp i gabinet al costat del seu pare, el prestigiós arqueòleg Juan Cabré Aguiló. Durant aquests anys Cabré Herreros va entrar en contacte amb figures destacades d'aquesta disciplina com ara Hugo Obermaier, Elías Tormo i l'abat Breuil.
En concret, en 1927 va començar a col·laborar en els treballs del seu pare, quan a penes comptava amb 17 anys. Va entrar a treballar en el castro de Las Cogotas (Cardeñosa, Àvila), primer de manera esporàdica i més tard, en 1930, ja de manera permanent en la campanya de la necròpoli de Trasguija, situada en el mateix castre.
El setembre del 1929 va assistir al IV Congrés Internacional d'Arqueologia Clàssica celebrat a Barcelona, coincidint amb l'Exposició Internacional, on es van reunir els millors especialistes europeus. Aquí va presentar per primera vegada en públic un estudi sobre decoracions de la ceràmica de Las Cogotas, possiblement indicadores del culte solar, sent aquesta l'única comunicació realitzada en el congrés per una espanyola.
En 1930 participà en el XV Congrés Internacional d'Arqueologia i Antropologia Prehistòrica, celebrat a Portugal, on va realitzar una ponència amb els resultats del seu estudi sobre ceràmica peninsular amb incrustacions de coure i ambre.
L'assídua participació d'Encarnación Cabré en aquests congressos va cridar l'atenció ja que llavors era l'única i primera dona a Espanya dedicada de manera professional a l'arqueologia, la qual cosa va provocar que la premsa lusitana la bategés en aquells dies amb el sobrenom de «Miss Congress».
Va participar al costat del seu pare en la campanya de la part baixa del Cabezo d'Alcalá d'Azaila (Terol) a la tardor de 1931, on va estar a càrrec del diari d'excavacions. Al poc temps el seu pare va haver d'abandonar l'excavació per malaltia i Encarnación Cabré va romandre concloent els treballs i aixecant els seus planols.
En 1932 comença el doctorat en la Universitat Complutense, en el context de la qual obté una beca de la Junta Superior d'Ampliació d'Estudis de Madrid per a realitzar cursos de Prehistòria i Etnografia en les Universitats de Berlín i Hamburg (1934-1935). També aconsegueix una beca per a realitzar el Creuer Universitari pel Mediterrani, organitzat per la Universitat Complutense de Madrid, dirigit pel seu degà i catedràtic de Filosofia Manuel García Morente, referents d'una generació d'arqueòlegs i arequeólogas, on té com a companys a Julián Marías i Antonio Tovar. En aquest mateix any i en 1933 va participar en les campanyes d'excavació dutes a terme en la Necròpoli de la Osera (Chamartín de la Serra, Àvila) encarregada dels diaris d'excavació.

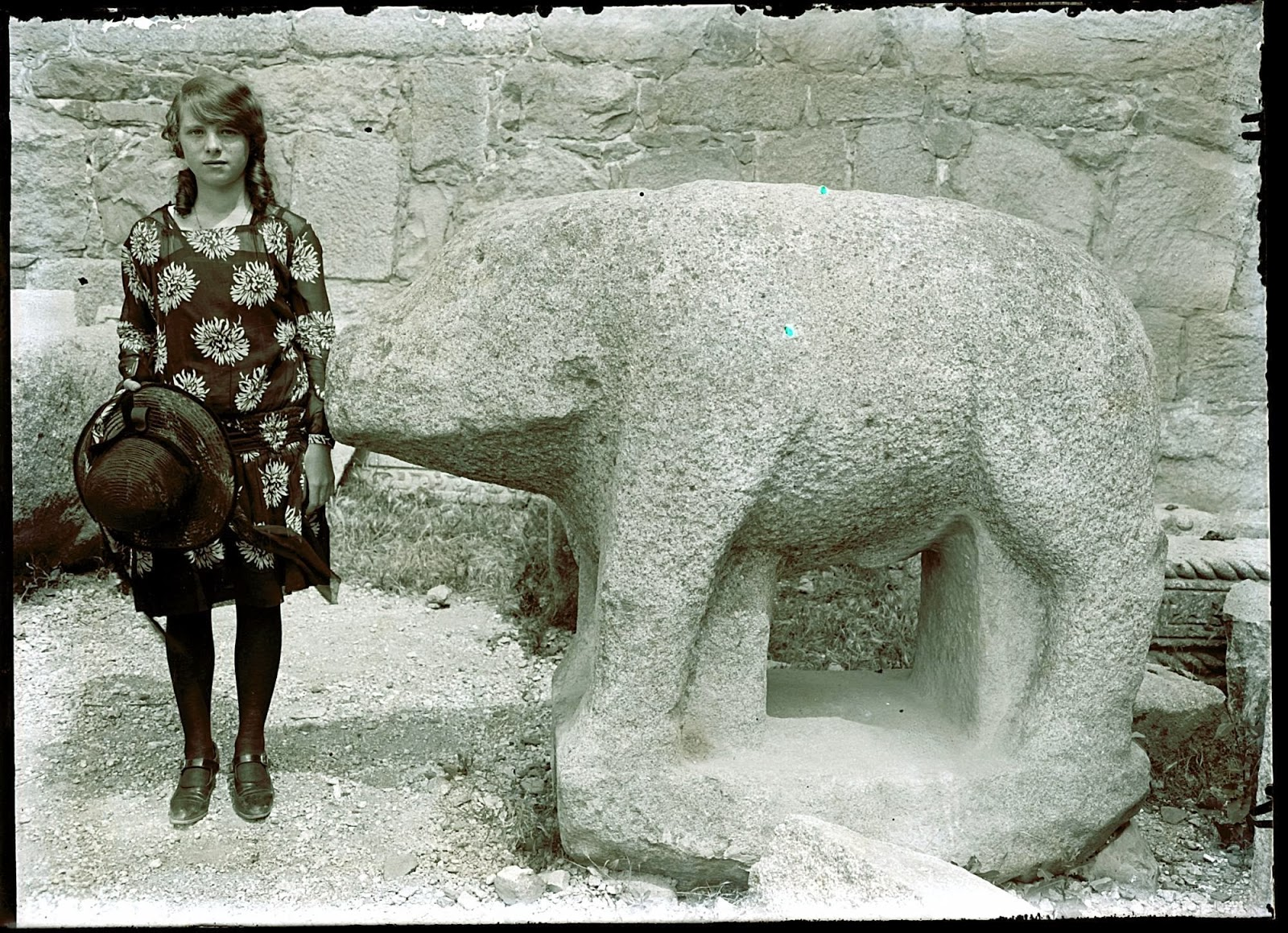
Encarnación Cabré al costat d'un Verraco en castre de Las Cogotas, fotografiada pel seu pare Juan Cabré (ca.1926).

El curs 1933-1934 va iniciar la seva activitat docent, com a professora d'Història i Geografia en l'Institut-Escola de Madrid i també com a professora-ajudant en el departament d'art dirigit per Elías Tormo en la Universitat Complutense de Madrid.
Entre els anys 1934-1936 s'incorpora en el grup Missions d'Art, dirigit per l'arquitecte Manuel Gómez Moreno, del Centre d'Estudis Històrics, on va realitzar diverses conferències en el Cercle de Belles arts, el teatre de la Llatina de Madrid i en l'Ateneu de Bilbao.
En 1934 va impartir una sèrie de conferències sobre art musulmà en l'Institut-Escola. Amb aquesta institució va realitzar posteriorment un viatge al Marroc espanyol en qualitat de professora i un altre a Alemanya, per a impartir classes d'art espanyol i, així mateix, buscar material bibliogràfic i artístic per al departament d'art de la Universitat Complutense.
A la fi de l'estiu de 1934 va participar en una altra nova campanya en la Cova de los Casares de Riba de Saelices, on es va ocupar de copiar els gravats rupestres paleolítics recentment descoberts que es publiquen aquest mateix any.
La Guerra Civil suposa un parèntesi en la seva labor investigadora. Durant aquest període la família Cabré va participar, juntament amb Enrique d'Aguilera i Gamboa (Marquès de Cerralbo), en la salvació dels tresors del Museu Cerralbo, amenaçats durant el conflicte.
En la dècada dels 40 Encarnación Cabré va reprendre la seva activitat investigadora amb la publicació de diversos treballs entre els quals destaca El Castro y la Necrópolis del Hierro Céltico de Chamartin de la Sierra, l'autoria de la qual signa el seu pare.
Després d'un nou parèntesi, en 1974 va reprendre la seva labor científica amb la publicació de 25 treballs sobre l'edat del ferro a la Meseta, on es donen a conèixer materials inèdits de les excavacions del Marquès de Cerralbo.

## Homenatges

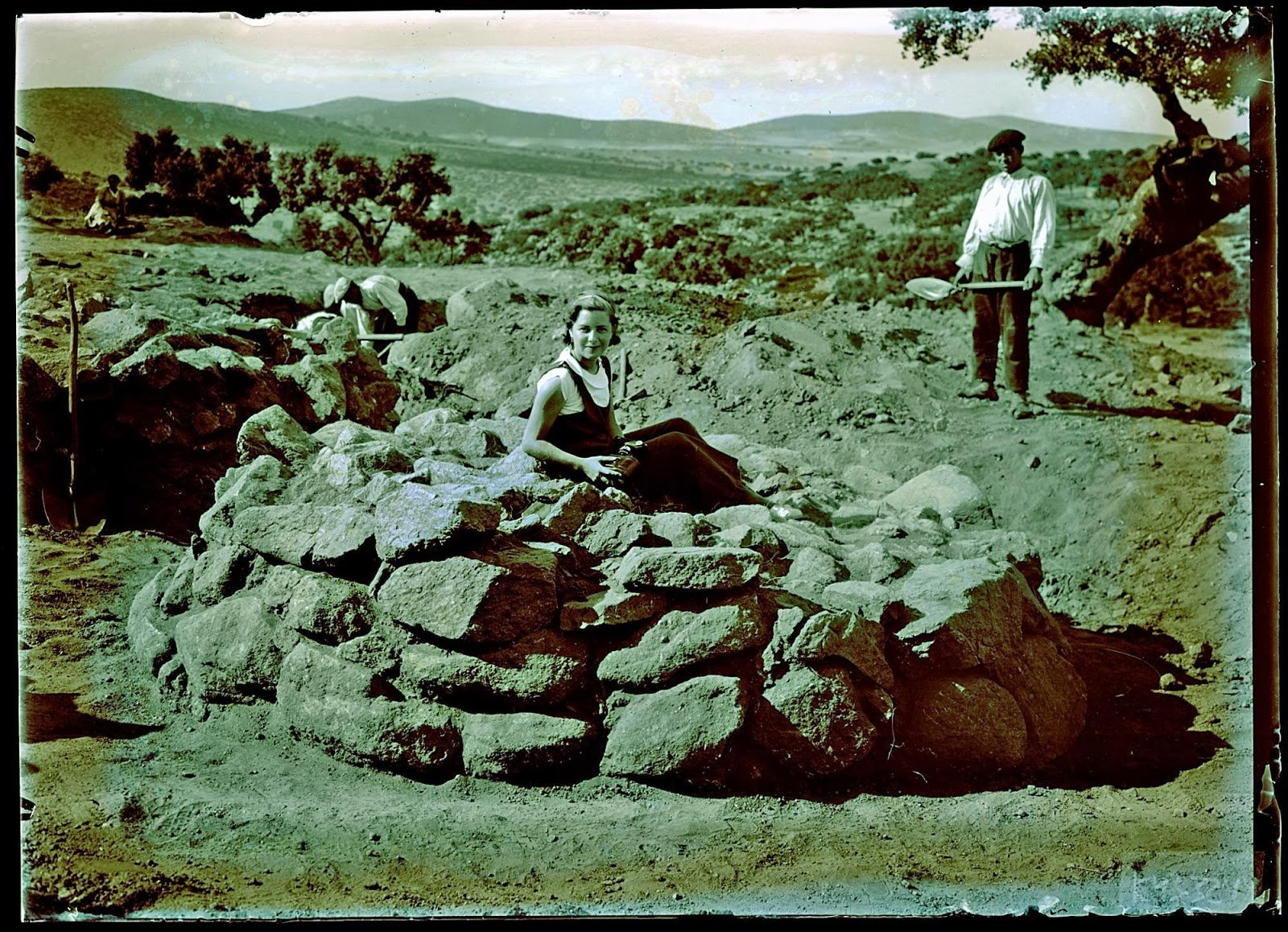
Cabré sobre un túmul de la Necròpoli de la Osera (1933).

El 27 de febrer de 2019, en el Congrés dels Diputats, es va aprovar per unanimitat -en l'última Comissió de Cultura de la legislatura- instar al Govern que li dediqui el jardí del Museu Arqueològic Nacional (MAN) amb una placa que recordi i reconegui a Encarnación Cabré.

## Publicacions
- Manifestaciones del culto solar en la cerámica de Las Cogotas. IV Congrés Internacional d'Arqueologia. Barcelona 1929.
- El problema de la cerámica con incrustaciones de cobre y ámbar de Las Cogotas. XV Congrés Int. Antr. Arch. Preh. Portugal 1930, París 1931.
- La Necrópolis del Castro de las Cogotas (España). Bolletino Associazione Internacionale Studi Mediterranei. Anno II n.º 4. Roma 1931, pp. 12-20.
- Excavaciones de las Cogotas, Cardeñosa (Ávila). II. La Necrópolis. Col·laboració amb D. Juan Cabré Aguiló. Mem.120 de la JSEA. Madrid 1932.
- La Necrópolis de La Osera, Chamartín de la Sierra (Ávila). Colaboración amb En Juan Cabré Aguiló i En Antonio Molinero Pérez. Actas i Memoras de la Asoc. Esp. de Antropología, Etnografía y Prehistoria. Madrid 1932. pp.21-52.
- La espada de antenas tipo Alcacer-do-Sal y su evolución en la necrópolis de La Osera, Chamartín de la Sierra (Ávila). Col·laboració amb D. Juan Cabré Aguiló. Homenatge a Martins Sarmento. Guimaraes. 1933, pp. 85-90.
- Datos para la cronología del puñal de la cultura de las Cogotas. Colaboración amb D. Juan Cabré Aguiló. Archivo Español de Arte y Arqueología. Madrid, 1933, pp. 37-47.
- Dos tipos genéricos de falcata hispánica. Archivo Español de Arte y Arqueología. Madrid 1934, pp.207-224.
- Las Cuevas de los Casares y la Hoz. Colaboración amb D. Juan Cabré Aguiló. Archivo Español de Arte y Arqueología. Madrid 1934. pp. 225-254.
- El modelo de falcata más típicamente hispánico. Anuario del Cuer. Fac. de Archivos Bibliotecas y Museos. Madrid 1934. Vol.II pp. 207-213.
- Zu dem Steim mit gravierten Tierfiguren von Laugerie-Basse in Berlin. Praehistorischen Zeitchrift. XXV, Berlín 1934. pp. 147-151.
- Neu Entdekte Felsenmalerien aus del Alten Steinzeit Mittelspaniens. Umschau. Heft. 40. Frankfurt am Main, 1935, pp. 797-800.
- La Cueva de los Casares, Riba de Saelices (Guadalajara, España). Col·laboració amb D. Juan Cabré Aguiló. Con. Int. Antr. Arch. Preh. Bruselas 1935.
- Broches de cinturón de bronce damasquinados con oro y plata. Col·laboració amb D. Juan Cabré Aguiló. Archivo Español de Arte y Arqueología. Madrid 1937, pp. 93-126.
- La Caetra y el Scutum en Hispania durante la segunda Edad del Hierro. En colaboración con D. Juan Cabré Aguiló. Bol. Sem. Arte y Arqueología Fascículos XXII-XXIV. Valladolid 1940.
- Los discos-corazas en ajuares funerarios de la Edad del Hierro de la península ibérica. IV Congreso Arq. Del S.E. Español, Elche 1948. Cartagena 1949.
- En torno a un nuevo puñal hallstático de la península ibérica. Guimaraes 1948.
- Una sepultura notable de la Necrópolis de La Osera, Chamartín de la Sierra (Ávila). Cuadernos de Historia Primitiva del Hombre. Madrid, 1948.
- El Castro y la Necrópolis del Hierro Céltico de Chamartín de la Sierra (Ávila). Acta Arqueológica V. Madrid 1950. Col·laboració amb D. Juan Cabré Aguló i D. Antonio Molinero.
- La más bella espada de tipo Alcacer-do-Sal de la Necrópolis de La Osera. Guimaraes 1951.
- El simbolismo solar en la ornamentación de espadas de la II Edad del Hierro Céltico de la península ibérica. Arch. Preh. Lev. T. III. Valencia 1952, pp. 101-116.
- Una pieza cumbre del arte industrial céltico peninsular de la II Edad del Hierro. II CAN. Madrid 1951. Cartagena 1952.
- Notable espada de antenas de La Osera, IV Cong. Int. Cien. Preh. y Protoh. Madrid 1954, Zaragoza 1956.
- Un nuevo tipo de fíbula en la Meseta Oriental Hispana. Col·laboració amb D. Juan A. Morán Cabré. Bol. SEAA n.º 2. Madrid 1974, pp.20-21.
- Una decoración figurativa abstracta en la edad del Hierro en la Meseta Oriental. Col·laboració amb D. Juan A. Morán Cabré. XIII CNA. Zaragoza 1957, pp. 605-610.
- Dos tumbas notables de la Necrópolis de Alpanseque (Soria). Col·laboració amb D. Juan A. Morán Cabré. APL. Vol. XIV, Valencia 1975. pp. 123-137.
- Tres fíbulas excepcionales de la Meseta Oriental Hispánica con decoración geométrica grabada. Col·laboració amb D. Juan A. Morán Cabré. Bol. SEAA, n.º3, Madrid, 1975, pp.14-19.
- Dos nuevas fíbulas de doble resorte con chapa ornamental cubriendo las espiras. Col·laboració amb D. Juan A. Morán Cabré. Bol. SEAA, n.º5, Madrid, 1976, pp.8-12.
- Sobre la fíbula de escalera y sus posibles derivaciones peninsulares. Col·laboració amb D. Juan A. Morán Cabré. Bol. SEAA, n.º7 Madrid 1977, pp.26-30.
- Decoraciones cerámicas del Mediterráneo Oriental relacionables con la metalistería ibérica. Col·laboració amb D. Juan A. Morán Cabré. XIV CNA. Zaragoza 1977
- Fíbulas de las más antiguas necrópolis de la Meseta Oriental Hispánica. Col·laboració amb Dº Juan A. Morán Cabré. Homenatge a García Bellido III. Rev.Univ.Complutense. Vol.XXVI, N.º109, Madrid, 1977, pp.109-143.
- Fíbulas hispánicas con apéndice caudal zoomorfo. Col·laboració amb Dº Juan A. Morán Cabré. Bol.SEAA N.º9, Madrid, 1978, pp.8-22.
- Por tierras de Ávila: El Castro de Miranda y su Necrópolis de la Osera. El Castro de las Cogotas y su Necrópolis de La Trasguija. Bol.SEAA. N.º9, Madrid, 1978, pp.53-57.
- Aportación al estudio tipológico de las espadas tipo Alcacer-do-Sal. Una nueva serie descubierta en la Necrópolis de la Osera, Chamartín de la Sierra (Ávila). Col·laboració amb Juan A. Morán Cabré. XV CNA. Zaragoza 1979.
- Ensayo tipológico de las fíbulas con esquema de la Téne en la Meseta Hispánica. Col·laboració amb Dº Juan A. Morán Cabré. Bol. SEAA: Madrid 1982, pp.4-27.
- Cabré y la arqueología céltico-meseteña del Hierro II. Col·laboració amb D. Juan A. Morán Cabré. Trobada Homenatge a Dº Juan Cabré Aguiló. Zaragoza 1982. pp.65-69.
- Notas para el estudio de las espadas tipo Arcóbriga. Col·laboració amb Juan A. Morán Cabré. Trobada homenatge a D. Juan Cabré Aguiló. Zaragoza 1982, pp. 151-162.
- Las fíbulas con esquema de La Tène en el mundo ibérico y su adopción y adaptación en la Meseta. Col·laboració amb D. Juan A. Morán Cabré. XVI CNA. Zaragoza 1983. pp. 463-470.
- Sistemas de resortes peculiares en fíbulas meseteñas < posthastatticas >. Col·laboració amb D. Juan A. Morán Cabré. Bol. SEAA N.º 23. Madrid 1987, pp. 29-33.
- Espadas y puñales de la Meseta Oriental en la II Edad del Hierro. Celtíberos. Zaragoza 1988. pp. 123-126.
- Espadas y puñales de las necrópolis celtibéricas. II Simposio sobre los Celtíberos: Necrópolis Celtibéricas. Zaragoza 1990, pp. 205-224.
- Pinzas ibéricas caladas, tipo Cigarralejo, la necrópolis de La Osera (Ávila). Col·laboració amb D. Juan A. Morán Cabré. Rev. Verdolay. Homenatge a Dº Emeterio Cuadrado Díaz. Murcia 1990, pp.77-80.
- Puñales dobleglobulares con probable simbología astral en el puño de la empuñadura. Col·laboració amb Dº Juan A. Morán Cabré. XX CNA, Santander 1989. Zaragoza 1991.
- La guerra y el armamento. En colaboración con Dª Mª I. Baquedano Beltrán. Los Celtas. N.º Extra de Rev. De Arqueología. Madrid 1991, pp. 59-71.
- Puñales celtibéricos con empuñadura de triple chapa plana y pomo con antenas. Col·laboració amb Juan A. Morán Cabré. Simposio de Arqueología Soriana. Soria 1992, pp. 391-398.
- Juan Cabré y la restauración. Col·laboració amb Juan A. Morán Cabré. Homenatge a D. Raúl Amitrano. Rev. Pátina.